# إدموند إتش. بينيت
إدموند إتش. بينيت هو محامي وسياسي أمريكي، ولد في 6 أبريل 1824 في مانشستر في الولايات المتحدة، وتوفي في 2 يناير 1898 في بوسطن في الولايات المتحدة. نشط حزبياً في حزب اليمين والحزب الجمهوري.